# Eastland
Eastland és una població dels Estats Units a l'estat de Texas. Segons el cens del 2000 tenia 3.769 habitants.

## Demografia
Segons el cens del 2000, Eastland tenia 3.769 habitants, 1.475 habitatges, i 998 famílies. La densitat de població era de 514,2 habitants/km².
Dels 1.475 habitatges en un 33,8% hi vivien nens de menys de 18 anys, en un 53,2% hi vivien parelles casades, en un 10,8% dones solteres, i en un 32,3% no eren unitats familiars. En el 29,4% dels habitatges hi vivien persones soles el 15,5% de les quals corresponia a persones de 65 anys o més que vivien soles. El nombre mitjà de persones vivint en cada habitatge era de 2,45 i el nombre mitjà de persones que vivien en cada família era de 3,04.
Per edats la població es repartia de la següent manera: un 25,7% tenia menys de 18 anys, un 9,1% entre 18 i 24, un 25,2% entre 25 i 44, un 20,2% de 45 a 60 i un 19,8% 65 anys o més.
L'edat mediana era de 38 anys. Per cada 100 dones de 18 o més anys hi havia 85,2 homes.
La renda mediana per habitatge era de 28.277 $ i la renda mediana per família de 34.333 $. Els homes tenien una renda mediana de 27.072 $ mentre que les dones 16.574 $. La renda per capita de la població era de 17.339 $. Aproximadament el 14,2% de les famílies i el 17% de la població estaven per davall del llindar de pobresa.

## Poblacions properes
El següent diagrama mostra les poblacions més properes.